# Вуэльта Мурсии
Вуэльта Мурсии (исп. Vuelta Ciclista a Murcia) — шоссейная первоначально многодневная, ныне однодневная велогонка по дорогам испанского автономного сообщества Мурсия. Проводится ежегодно с 1981 года.

## История
Гонка была создана в 1981 году. В первых четырёх гонках принимали участие любители, а затем c 1985 года местные профессионалы. С 1989 года стала международной. Многодневная велогонка проводилась в марте и состояла, как правило, из пяти этапов.
В 2007 году тур был первоначально был отменён, потому что организаторы не смогли найти достаточно спонсоров. В конечном счёте спонсоров нашли и гонка могла состояться как запланировано. Однако в 2011 году из-за финансовых трудностей у организаторов проводилась в три, а 2012 году — в два этапа.
На гонке 2010 года организаторами было запрещено участвовать всем итальянским командам. Это решение было принято после запрета Олимпийским комитетом Италии участвовать в гонках на территории Италии испанскому велогонщику Алехандро Вальверде из-за его причастия к связанной с употреблением допинга Операции Пуэрто.
В 2011 году Альберто Контадор помимо победы в общем зачёте, выиграл очковую классификацию и праздновал успех на 2-м и 3-м этапах. Тем не менее, в феврале 2012 года он был дисквалифицирован, а все его результаты после июля 2010 года были аннулированы, в результате чего победителем гонки стал француз Жером Коппель.
С 2013 года Вуэльта Мурсии стала проводиться как однодневная гонка и была перенесена на середину февраля.
Входит в календарь UCI Europe Tour. С 2013 года имеет категорию 1.1.
С 2004 года на гонке в честь Марко Пантани разыгрывается Marco Pantani Cima Trophy, который вручается велогонщику первым поднявшимся на высшую точку маршрута. Почти всегда её является Кольядо Бермехо (Collado Bermejo, высота 1200 м, перепад высот 505 м, протяженность 7,7 км, средний градиент 6.5%, максимальный градиент 9%) где Пантани написал, пожалуй, одну из самых важных велосипедных страниц в истории.

## Призёры
| Год                                   | Победитель               | Второй                   | Третий                    |
| ------------------------------------- | ------------------------ | ------------------------ | ------------------------- |
| Vuelta Ciclista a Murcia-Costa Cálida |                          |                          |                           |
| 1981                                  | Педро Дельгадо           |                          |                           |
| 1982                                  | Хосе Сальвадор Санчис    |                          |                           |
| 1983                                  | Франциско Хавьер Седена  |                          |                           |
| 1984                                  | Рикардо Мартинес         |                          |                           |
| 1985                                  | Хосе Ресио               | Хесус Бланко Вилар       | Педро Дельгадо            |
| 1986                                  | Мигель Индурайн          | Пело Руис Кабестан       | Jaime Vilamajó            |
| 1987                                  | Пело Руис Кабестан       | Карлос Эрнандес Байло    | Мариано Санчес Мартинес   |
| 1988                                  | Карлос Эрнандес Байло    | William Palacio          | Antonio Martínez Martínez |
| 1989                                  | Марино Алонсо            | Сильвано Контини         | Víctor Gonzalo            |
| 1990                                  | Том Кордес               | Сантас Эрнандес          | Эдуардо Чосас             |
| 1991                                  | Хосе Луис Вильянуэва     | Клаудио Кьяппуччи        | Хулиан Гороспе            |
| 1992                                  | Альваро Мехия            | Антонио Мартин           | Мелькор Маури             |
| 1993                                  | Карлос Галаррета         | Лауделино Кубино         | Эдди Боуманс              |
| 1994                                  | Мелькор Маури            | Айтор Гармендия          | Эрминио Диас Сабала       |
| 1995                                  | Адриано Баффи            | Эрик Брекинк             | Маурицио Фондриест        |
| 1996                                  | Мелькор Маури            | Владимир Белли           | Родолфо Масси             |
| 1997                                  | Хуан Карлос Домингес     | Ignacio García Camacho   | Сантос Гонсалес           |
| 1998                                  | Альберто Элли            | Александр Винокуров      | Марко Пантани             |
| 1999                                  | Марко Пантани            | Хавьер Паскуаль Родригес | Беат Цберг                |
| 2000                                  | Давид Каньяда            | Хавьер Паскуаль Льоренте | Хосе Альберто Мартинес    |
| 2001                                  | Айтор Гонсалес           | Хавьер Паскуаль Льоренте | Микель Саррабейтия        |
| 2002                                  | Виктор Уго Пенья         | Ян Хрушка                | Оскар Каменцинд           |
| 2003                                  | Хавьер Паскуаль Льоренте | Ян Хрушка                | Аймар Субельдия           |
| 2004                                  | Алехандро Вальверде      | Иван Гутьеррес           | Кэдел Эванс               |
| 2005                                  | Кольдо Гил               | Антонио Колом            | Дамиано Кунего            |
| 2006                                  | Иван Гутьеррес           | Давид Бернабеу           | Ян Хрушка                 |
| 2007                                  | Алехандро Вальверде      | Анхель Висиосо           | Мануэль Ллорет            |
| 2008                                  | Алехандро Вальверде      | Стефано Гарцелли         | Альберто Контадор         |
| Vuelta Ciclista a la Región de Murcia |                          |                          |                           |
| 2009                                  | Денис Меньшов            | Рубен Пласа              | Питер Венинг              |
| 2010                                  | Франтишек Рабонь         | Денис Меньшов            | Брэдли Уиггинс            |
| 2011                                  | Жером Коппель            | Денис Меньшов            | Ваут Пулс                 |
| Vuelta Ciclista a Murcia              |                          |                          |                           |
| 2012                                  | Наиро Кинтана            | Джонатан Тьернан-Лок     | Ваут Пулс                 |
| 2013                                  | Даниэль Наварро          | Бауке Моллема            | Алехандро Вальверде       |
| 2014                                  | Алехандро Вальверде      | Тьягу Машаду             | Давиде Ребеллин           |
| 2015                                  | Рейн Таарамяэ            | Бауке Моллема            | Зденек Штыбар             |
| 2016                                  | Филипп Жильбер           | Алехандро Вальверде      | Ильнур Закарин            |
| 2017                                  | Алехандро Вальверде      | Джонатан Рестрепо        | Патрик Конрад             |
| 2018                                  | Луис Леон Санчес         | Алехандро Вальверде      | Филипп Жильбер            |
| 2019                                  | Луис Леон Санчес         | Алехандро Вальверде      | Пельо Бильбао             |
| 2020                                  | Ксандро Мёрисс           | Йосеф Черны              | Леннард Кемна             |
| 2021                                  | Антонио Хесус Сото       | Анхель Мадрасо           | Гонсало Серрано           |
| 2022                                  | Алессандро Кови          | Маттео Трентин           | Матис Лоувел              |
| 2023                                  | Бен Тёрнер               | Саймон Кларк             | Йорди Мёйс                |
| 2024                                  | Бен О’Коннор             | Ян Тратник               | Тим Велленс               |
| 2025                                  | Фабио Кристен            | Орельен Паре-Пинтре      | Кристиан Скарони          |